# Malte Wirtz

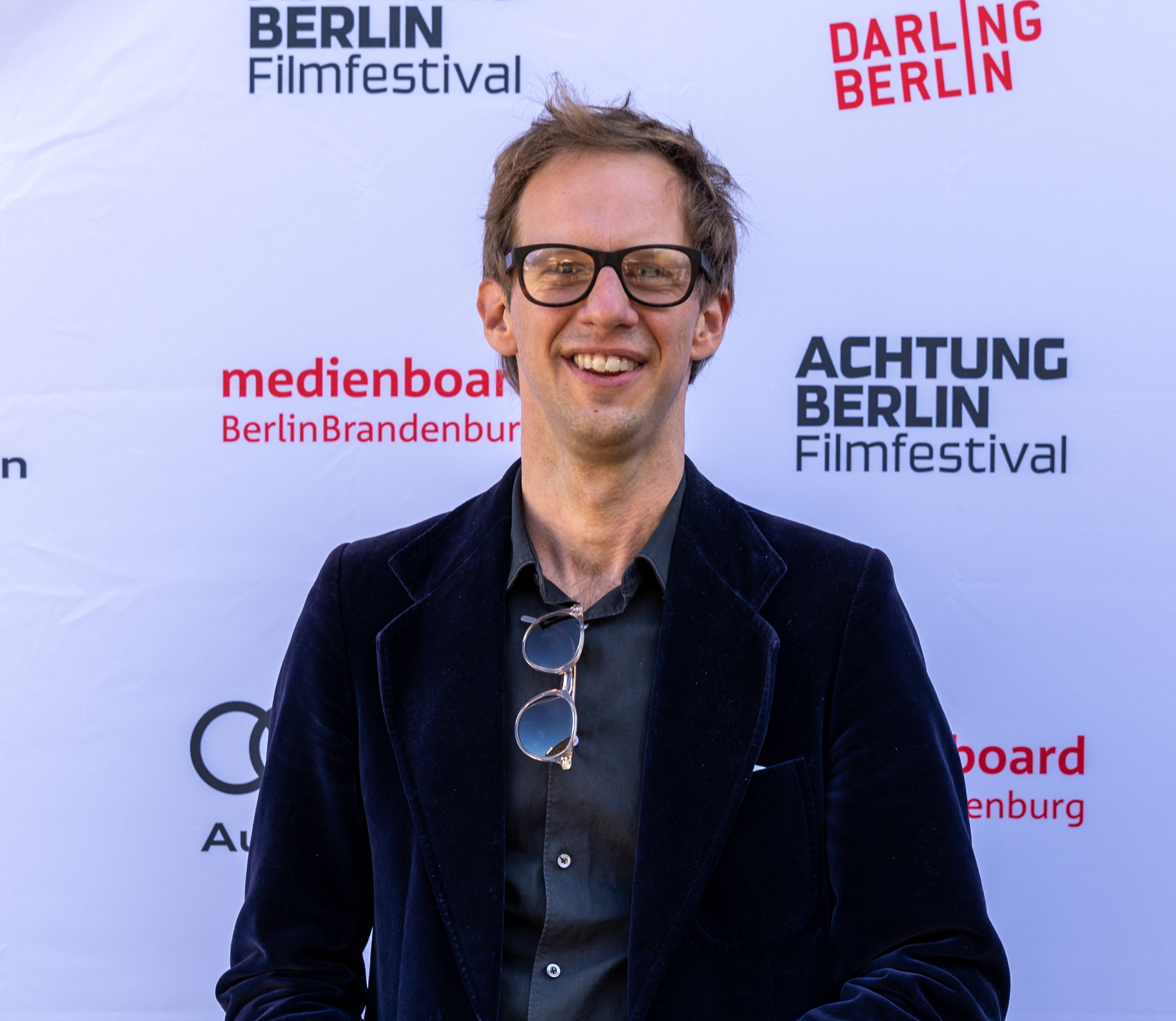
Malte Wirtz (2020)

Malte Wirtz (* 5. Oktober 1979 in Marburg) ist ein deutscher Regisseur und Autor.

## Leben
1999 absolvierte Wirtz sein Abitur am Gymnasium Philippinum (Marburg) und studierte anschließend von 2001 bis 2005 Film- und Theaterregie an der Athanor Akademie bei David Esrig. Sein Abschlussfilm Hinter dem Glück wurde vom FilmFernsehFonds Bayern gefördert und lief auf verschiedenen Festivals (Festival of Festivals St. Petersburg, Alter-Native-Festival Tirgu Mures etc.).
Im Anschluss arbeitete er als freier Theaterregisseur, Filmregisseur und Filmeditor in Köln. Er schrieb und inszenierte für die Bühnen Bern, das Deutsche Theater (Berlin), das Junge Theater Leverkusen und die Bühne der Kulturen. Das interaktive Stück myWorld hatte 2013 Premiere im artheater Köln. Es war die erste Inszenierung im deutschsprachigen Raum, die digitale Technik nutzte, um die Interaktion der Zuschauer zu ermöglichen. Später folgte ein Gastspiel im Ballhaus Ost.
Mit Pablo Ben Yakov und Michael Schluchter gründete er 2009 das Paul Hinze Kollektiv, das mehrere Kurzfilme produzierte (u. a. Wo die Liebe hinfällt, Das Lachen der Anderen und Der Jackpot). Anlässlich seines Langfilmdebüts Voll Paula! gründete er Ende 2013 die Filmproduktionsgesellschaft Unfiltered Artists in Köln, mit der er 2014 nach Berlin umzog. Im Herbst 2015 startete Voll Paula! in den Kinos.
Sein zweiter Film Hard & Ugly beruht auf dem gleichnamigen Theaterstück, das im Februar 2015 im Hebbel am Ufer, im Rahmen des 100 Grad Festival aufgeführt wurde. Die Weltpremiere fand im Deutschen Museum im Rahmen des Lichter Filmfests statt. Den Film Nur ein Tag in Berlin drehte er an einem einzigen Tag.
Im Jahr 2020 veröffentlichte Wirtz das Buch Das Leben ist kein Drehbuch. Sein sechster Film Lichter der Stadt, der ohne einen einzigen Schnitt gedreht wurde, eröffnete 2020 das FILMZ – Festival des deutschen Kinos. Im Herbst 2021 feierte sein Stummfilm Geschlechterkrise (unter anderem mit Moritz Sachs, Daniel Christensen, Dominic Saleh-Zaki) Premiere. 
Wirtz lebt seit 2014 in Berlin. Zwei seiner Kinder, Jonathan und Rosa Wirtz, sind als Kinderdarsteller tätig.

## Rezeption
Die Frankfurter Allgemeine Zeitung zu Voll Paula! und Hard & Ugly: „Das sind keine in erster Linie gefälligen, aber doch sehr unterschiedliche Filme: [...] ‚Hard & Ugly‘, eine schwarzweiße Geschichte vom Glück, das zwischen den Fingern zerrinnt, des Marburger Regisseurs Malte Wirtz.“
Programmkino.de schrieb zu Nur ein Tag in Berlin: „Diesen experimentellen, improvisierten Charakter merkt man dem Film an, der oft etwas holprig und unbedarft wirkt, aber auch gerade dadurch originell und voller Spielfreude ist.“
Süddeutsche Zeitung: „Das Erzählen erzählen, mit allen Mitteln. [...] Malte Wirtz ist ein Theatermensch, er sucht im Kino die Naivität.“ „Ein sympathischer Film, der nicht mehr will, als etwas Vergnügen zu bereiten, um der Gegenwart, in der er spielt, kurz zu entkommen. Seine Seltsamkeit ist sein größter Trumpf.“ "Sein Output ist hoch, seine Filme berühmt dafür, dass sie wild, sonderbar und der Gegenwart gut abgeguckt sind.
Deutschlandfunk (Thekla Jahn): "Eine Großstadterzählung, die Sie uns da vorlegen mit Ihrer Liebesgeschichte, in der Tradition der modernen Gesellschaftsromane. „Berlin Alexanderplatz“ von Alfred Döblin fällt mir da ein, „Fabian“ von Kästner, tragikomisch. Der Protagonist ist Idealist, er glaubt an die Liebe, daran, dass die Primzahlen selten sind, man das Leben meistens doch durch Zwei teilen kann. Zum Schluss aber wird er von einem Auto überfahren, als er die Kluft zu Carla – eine Straße – überwinden will. Malte Wirtz, sind Sie dieser Idealist eigentlich, der aus der Zeit gefallen ist und der bei der Suche nach der Liebe auf der Strecke bleibt?"
Deutschlandfunk Kultur bezeichnet Wirtz im Herbst 2021 als „deutsche Indie-Maschine“ in einem Interview über seine Mockumentary Sie waren mal Stars.
Im Sommer 2023 lobt artechock Malte Wirtz‘ Film Nur eine Nacht in Tel Aviv: „Außerdem gibt es die Gewissheit, hier endlich einmal wieder einen deutschen Liebesfilm gesehen zu haben, der überrascht, dessen Dialoge nicht wie aus einem altertümlichen Baukasten zusammengesetzt scheinen, wo schon nach dem ersten Dialog jeder weiß, wie sich der letzte anhören wird. Ein Film, so klein wie die Welt und so groß wie allein.“

## Regiemethode
Wirtz entwickelte eine Methode, um das Spiel seiner Schauspieler während des Drehs beeinflussen zu können, ohne jedoch ihren Spielfluss zu stören. In seinen letzten, weitestgehend improvisierten Arbeiten sendete er den Akteuren Regieanweisungen via Textnachricht. Diese Technik erweiterte er bei seinem jüngsten Film Digital Life, den er pandemiebedingt komplett auf der Video-Kommunikationsplattform Zoom Video Communications drehte.
Im Zuge dessen schrieb er ein Manifest mit 10 Punkten, das ein neues Filmgenre beschreibt #ZOGMA, bei dem die Filme nur über eine digitale Plattform gedreht werden dürfen. Er stellte es in einem Gespräch mit dem Goethe-Institut vor.

## Filmografie (Auswahl)
- 2003: Rot (Kurzfilm)
- 2006: Hinter dem Glück (Kurzfilm)
- 2009: Wo die Liebe hinfällt (Kurzfilm)
- 2015: Der Jackpot (Kurzfilm)
- 2015: Voll Paula!
- 2017: Hard & Ugly
- 2018: Nur ein Tag in Berlin
- 2019: Voll Rita!
- 2020: Sie waren mal Stars
- 2020: Lichter der Stadt
- 2021: Geschlechterkrise
- 2022: Das Böse im Wald
- 2023: Digital Life
- 2023: Nur eine Nacht in Tel Aviv
- 2024: Der dritte Gast
- 2025: Berlin Rhapsody

## Theater
Legende: UA – Uraufführung
- 2006: Der Heiratsantrag von Anton Tschechow (Junges Theater Leverkusen)
- 2006: Frühlings Erwachen von Frank Wedekind (Junges Theater Leverkusen)
- 2010: La voix humaine von Jean Cocteau (Bühne der Kulturen)
- 2012: MyWorld (UA im artheater und Ballhaus Ost)
- 2015: Hard & Ugly (UA im Hebbel am Ufer)
- 2020: Paradise City Dramatisierung für das Theater (UA Bühnen Bern | Inszenierung: Cihan Inan)
- 2022: A ist nicht B (UA im Deutschen Theater Berlin)

## Auszeichnungen
- 2004: Filmpreis Regie, Kurzfilmnacht Burghausen für Rot
- 2009: Best use of genre, 48h Filmfestival in Berlin für Wo die Liebe hinfällt
- 2015: Anti-Mainstream-Award, Genrenale 3, Berlin für Der Jackpot
- 2015: Remi-Award – Black Comedy in Gold, WorldFest Houston für Der Jackpot
- 2016: Special Festival Mention, Noida International Film Festival für Voll Paula!
- 2018: Best Feature Award, Boddinale in der Urban Spree für Nur ein Tag in Berlin